# Campagne (Hérault)
Campagne – miejscowość i gmina we Francji, w regionie Oksytania, w departamencie Hérault.
Według danych na rok 1990 gminę zamieszkiwały 182 osoby, a gęstość zaludnienia wynosiła 38 osób/km² (wśród 1545 gmin Langwedocji-Roussillon Campagne plasuje się na 726. miejscu pod względem liczby ludności, natomiast pod względem powierzchni na miejscu 1020.).